# サステナ*デイズ
『サステナ＊デイズ』は2020年4月から2024年3月まで毎週木曜 11:30 - 13:00に放送されていたTOKYO FMのラジオ番組である。
2024年4月からはパーソナリティー・放送枠を変えて『岩田剛典 サステナ＊デイズ supported by 日本製紙クレシア』（いわたたかのり - サポーテッド・バイ にほんせいし - ）として放送されている。本項目ではこちらについても取り扱う。

## 概要

### サステナ＊デイズ
「子供のあした 大人のきょう」をモットーにSDGs17の目標を重ね合わせ、毎日の食や買い物、休日のレジャーやキャリアなどの身近な場所からサステナブルな未来へのヒントを考える番組として、2020年4月2日から放送開始。
本番組放送開始に伴い、これまで当該時間帯で放送されていた『LOVE CONNECTION』が月 - 水、金へと縮小された。（半年後の2020年9月に番組終了）
2024年3月28日をもって、翌週4月4日から同一放送枠で『ラジオのタマカワ』が開始されることから『サステナ＊デイズ』としての放送は一旦終了した。

#### 木曜日放送時代のタイムテーブル
- 11:35 - 番組サイトで紹介しているアート作品紹介
- 11:40 - 子どもインタビュー
- 11:51 - TOKYO FM NEWS
- 11:53 - TOKYO FM トラフィックレポート
- 12:02 - 町のSDGsリポート from イノベーション・チームdot
- 12:10 - スタジオゲストコーナー
- 12:31 - ゲストコーナー
- 12:50 - TOKYO FM トラフィックレポート
- 12:55 - エンディング・次番組『山崎怜奈の誰かに話したかったこと。』のパーソナリティ、山崎怜奈とのクロストーク。

### 岩田剛典 サステナ*デイズ supported by 日本製紙クレシア
2024年4月6日から放送時間が25分へ短縮の上、放送日時が毎週土曜 8:30 - 8:25への移動と同時に、番組名にパーソナリティ名を冠した『岩田剛典 サステナ*デイズ supported by 日本製紙クレシア』へと改題。
パーソナリティに三代目 J SOUL BROTHERSの岩田剛典を起用。岩田にとって初めてのレギュラーラジオ番組のパーソナリティを務め、「大人が子どもたちの未来に“夢のあるバトン”を渡す」をテーマに、岩田自身が未来に残したい映画や音楽、書籍をセレクトして紹介する他、SDGsの現状と取組みを紹介する。

## パーソナリティ
- 岩田剛典（三代目 J SOUL BROTHERS）（2024年4月6日 - ）

過去の出演者
- 小野寺愛（2020年4月2日 - 2021年3月25日）
- 高根枝里[5]（2021年4月1日 - 2022年3月31日）
- 玉井夕海（渋さ知らズ・2022年4月7日 - 2024年3月28日）

代理パーソナリティ
- Chigusa（2023年1月5日） - 玉井の体調不良のため[6]。